# Illawarra (race bovine)
Pour les articles homonymes, voir Illawarra (homonymie).
L'illawarra est une race bovine australienne.

## Origine
Elle provient de croisements entre races d'origine britannique. Son nom vient d'Illawarra, une zone géographique au sud de Sydney, inexploitée jusqu'en 1815. Une sécheresse va contraindre des éleveurs de Nouvelle-Galles du Sud à conduire leurs troupeaux dans cette zone où ils trouveront à se nourrir. Des animaux échappés vont constituer une race marronne. Des éleveurs vont développer cette race, métissée avec leurs troupeaux respectifs: shorthorn, longhorn, lincoln red, ayrshire, Jersiaise ou guernesey. À partir de 1860, la volonté de développer un cheptel laitier est affirmée et en 1898, lors de la fin de l'embargo, des taureaux de race shorthorn, kerry et ayrshire sont introduits afin d'améliorer la production. Un taureau de race ayrshire né dans l'État de Victoria donnait une descendance de tout premier ordre avec des vaches de race Illawarra. Il est à la base de la génétique de pointe développée au XXe siècle.
Le livre généalogique a été ouvert en 1919. L'effectif en 1992 était de 90 000 individus, dont 7000 femelles inscrites au herd-book et 60 mâles disponibles en insémination artificielle.
Elle a aussi été appelée illawarra milking shorthorn, mais le terme shorthorn (courte corne) a été abandonné, étant lié à une race essentiellement bouchère. Ses qualités en zone tropicale lui ont permis d'être introduite avec succès en Amérique du Sud.

## Morphologie
Elle porte une robe rouge, allant du rouan, mélange de poils rouges et blancs mouchetés à rouge sombre. Les robes noires et pie sont proscrites. Les muqueuses sont sombre, signe d'une résistance plus grande aux cancers de la peau.

## Aptitudes
C'est une race classée laitière. Elle donne 4500 litres d'un lait riche en protéine et matières grasses, apte à la transformation fromagère. La production par lactation peut flirter avec les 10 000 pour les meilleures vaches. La conformation bouchère est bonne, permettant une valorisation des veaux et des vaches de réforme non négligeable.
Elle vêle aisément, sans aide voire sans surveillance particulière, grâce à la disposition de son bassin. Elle est bonne transformatrice, donnant du lait même avec un fourrage peu riche. Ces vaches sont fertiles et ont une bonne longévité, avec une période de productivité qui commence dès deux ans. Elles sont rustiques, bien adaptée à l'élevage extensif. C'est de plus une race docile, aisée à manipuler. Les veaux sont vigoureux et leur taux de mortalité est faible en plein air.